# Ultime notizie dall'America
Hello America, tradotto anche come Ultime notizie dall'America, è un romanzo di fantascienza del 1981 scritto dall'autore britannico James Graham Ballard. È stato edito in italiano nello stesso anno da Arnoldo Mondadori Editore nella collana Urania (n.908).

## Trama
Romanzo ambientato in un ipotetico futuro in cui il Nord America ha subito una diaspora a seguito di una forte crisi energetica, e in cui lo stesso Nord America, a seguito di una manipolazione artificiale delle correnti marine, ha subito radicali cambiamenti climatici. 
Il romanzo racconta dell'avventura di una spedizione d'esplorazione la quale ha il compito di indagare sulle crescenti radiazioni presenti nel nord America. Il protagonista, di nome Wayne, è un clandestino il quale sognando di poter far rinascere "il sogno americano" si è intrufolato nella spedizione. Dopo l'arrivo sulla costa est, a seguito di alcuni eventi, Wayne e altri decidono di attraversare l'America fino all'altra sponda, ma siccome buona parte dell'America è ormai un aridissimo deserto, le difficoltà non mancheranno.